# Louis Dreyfus Company
Louis Dreyfus Company («Луи Дрейфус компани») — международная компания по торговле сельскохозяйственной продукцией. Зарегистрирована в Нидерландах.

## История

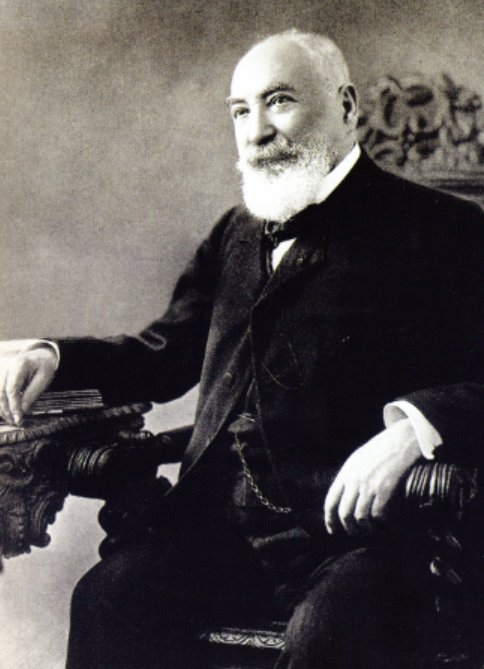
Леопольд Дрейфус

Компания основана в 1851 году Леопольдом Дрейфусом для торговли зерном в Базеле. С 1858 года торговля зерном у компании приобрела пан-европейский характер, приобретая его в Восточной Европе, Дрейфус продавал его в западной. Штаб-квартира была перенесена в Париж. К концу XIX века Louis Dreyfus стала крупнейшим в мире торговцем зерном, главным рынком для компании была Россия, здесь было открыто 115 офисов. Также большое значение для компании имела Румыния. В 1909 году было открыто торговое представительство в США, в 1911 году — в Бразилии, в 1913 году — в Австралии. Несмотря на потерю российского рынка после 1917 года, компания оставалась «королём пшеницы» до начала Второй мировой войны. В 1924 году было открыто представительство в Южной Африке. В 1930-х годах компания обзавелась собственной флотилией из быстроходных торговых судов.
После Второй мировой войны рынок зерна стал стабильней и, соответственно, менее прибыльным. В отличие от конкурентов, таких как Continental Grain и Cargill, Louis Dreyfus начала осваивать другие направления только в конце 1960-х годов, эта задержка стоила компании потери лидирующих позиций в торговле продовольствием. В 1970-х и 1980-х годах компания расширила сферу деятельности в строительство недвижимости, посредничество в торговле зерном, хлопком, металлами, нефтью и газом, постепенно возвращая своё положение одной из крупнейших торговых компаний мира. В 1988 году Louis Dreyfus купила завод по производству апельсинового сока в Бразилии, таким образом начав приобретать собственные производственные мощности; с покупкой сокового завода во Флориде, к началу 2000-х годов на компанию приходилось 10 % мирового производства концентрата апельсинового сока. Другие приобретения 1990-х годов включали предприятия по производву Древесно-стружечных плит в Бразилии и Аргентине, нефтегазовую компанию Bogert Oil Company (Оклахома), нефтехранилища в США. В 1996 году была создана дочерняя компания Louis Dreyfus Energy, которая одной из первых начала торговлю электроэнергией в США и Франции. В 1998 году дочерняя компания LDCom Networks начала развивать волоконно-оптическую телекоммуникационную сеть во Франции.

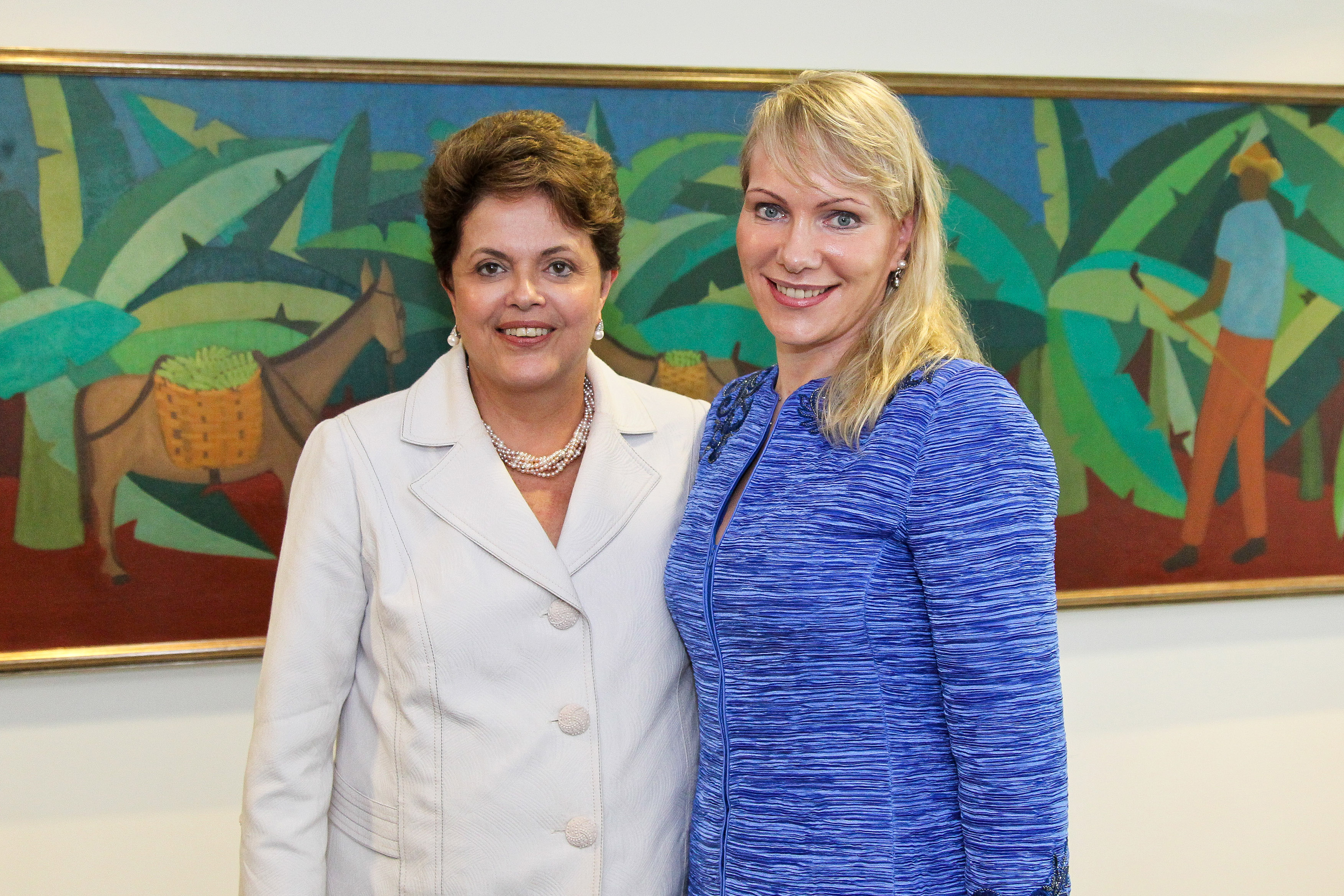
Дилма Руссефф и Маргарита Луи-Дрейфус

В 2000 году компанию возглавил Робер Луи-Дрейфус (пра-правнук основателя, до этого, с 1994 года, он возглавлял Adidas). После его смерти в 2009 году председателем правления стала его вдова, Маргарита Луи-Дрейфус.
В 2018 году китайской China Molybdenum была продана швейцарская торговая компания IXM, третья крупнейшая в мире по торговле цветными металлами.

## Деятельность
Louis Dreyfus Company имеет представительства в более чем в 100 странах. Является одним из крупнейших поставщиков сельскохозяйственной продукции в мире, также занимается торговлей, производством и переработкой. Основные интересы — масличные культуры, зерно, рис, соки, хлопок, кофе и сахар.
Географическое распределение выручки:
- Северная Азия — 7,56 млрд долларов;
- Южная и Юго-Восточная Азия — 7,33 млрд долларов;
- Европа и черноморский регион — 5,79 млрд долларов;
- Северная Америка — 5,16 млрд долларов;
- Ближний Восток и Африка — 4,23 млрд долларов;
- Юг и запад Латинской Америки — 2,22 млрд долларов;
- Север Латинской Америки — 1,29 млрд долларов.

|                     | 2011  | 2012  | 2013  | 2014  | 2015  | 2016  | 2017  | 2018  | 2019  | 2020  |
| ------------------- | ----- | ----- | ----- | ----- | ----- | ----- | ----- | ----- | ----- | ----- |
| Оборот              | 57,67 | 57,14 | 63,60 | 64,72 | 55,73 | 49,84 | 38,04 | 36,47 | 33,64 | 33,56 |
| Чистая прибыль      | 0,628 | 0,953 | 0,639 | 0,646 | 0,211 | 0,306 | 0,316 | 0,357 | 0,228 | 0,383 |
| Активы              | 22,75 | 19,12 | 19,18 | 19,43 | 18,59 | 19,84 | 20,98 | 18,44 | 19,54 | 23,25 |
| Собственный капитал | 5,284 | 4,807 | 5,029 | 4,935 | 4,863 | 5,127 | 5,135 | 5,034 | 4,798 | 4,870 |

## Дочерние компании
Основные дочерние компании по состоянию на 2020 год:
- Австралия: LDC Enterprises Australia Pty. Ltd.
- Аргентина: LDC Argentina S.A.
- Бельгия: Ilomar Holding N.V.
- Бразилия: Louis Dreyfus Company Brasil S.A., Louis Dreyfus Company Sucos S.A., Macrofértil-Indústria e Comércio de Fertilizantes S.A.
- Германия: Louis Dreyfus Company Wittenberg GmbH
- Индия: Louis Dreyfus Company India Pvt. Ltd.
- Индонезия: PT LDC East Indonesia, PT LDC Indonesia
- Испания: Louis Dreyfus Company España S.A.
- Канада: Louis Dreyfus Company Canada ULC, Louis Dreyfus Company Yorkton Trading LP
- Кения: Louis Dreyfus Company Kenya Ltd.
- Китай: Dongguan LDC Feed Protein Company Ltd., LDC (China) Trading Company Ltd., LDC (Tianjin) Food Technology LLC, LDC (Tianjin) International Business Company Ltd., Louis Dreyfus (Shanghai) Co. Ltd., Louis Dreyfus (Zhangjiagang) Feed Protein Company Ltd.
- Колумбия: Louis Dreyfus Company Colombia S.A.S.
- Мексика: Louis Dreyfus Company Mexico S.A. de C.V.
- Нидерланды: LDC Food Innovation B.V., Louis Dreyfus Company Juices B.V., Louis Dreyfus Company Logistics Holland B.V., Louis Dreyfus Company Sugar B.V.
- Парагвай: LDC Paraguay S.A.
- Польша: Louis Dreyfus Company Polska SP. z.o.o.
- Россия: Louis Dreyfus Company Vostok LLC.
- Сенегал: Louis Dreyfus Company Senegal
- Сингапур: Louis Dreyfus Company Asia Pte. Ltd., Louis Dreyfus Company Freight Asia Pte,. Ltd.
- США: Imperial Sugar Company, Louis Dreyfus Company Agricultural Industries LLC, Louis Dreyfus Company Claypool Holdings LLC, Louis Dreyfus Company Cotton LLC, Louis Dreyfus Company Ethanol Merchandising LLC, Louis Dreyfus Company Grains Merchandising LLC, Louis Dreyfus Company Grand Junction LLC, Louis Dreyfus Company LLC, Louis Dreyfus Company Oilseeds Merchandising LLC, Louis Dreyfus Company Port Allen Elevator LLC, Louis Dreyfus Company River Elevators LLC, Louis Dreyfus Company Trading LP, Term Commodities Inc.
- Украина: Louis Dreyfus Company Ukraine Ltd.
- Уругвай: LDC Trading & Service Co. S.A.
- Франция: Louis Dreyfus Company Distribution France S.A.S.
- Швейцария: Louis Dreyfus Company Juices Suisse S.A., Louis Dreyfus Company Suisse S.A.
- ЮАР: Louis Dreyfus Company Africa Pty. Ltd.